# Chouette d'Athéna

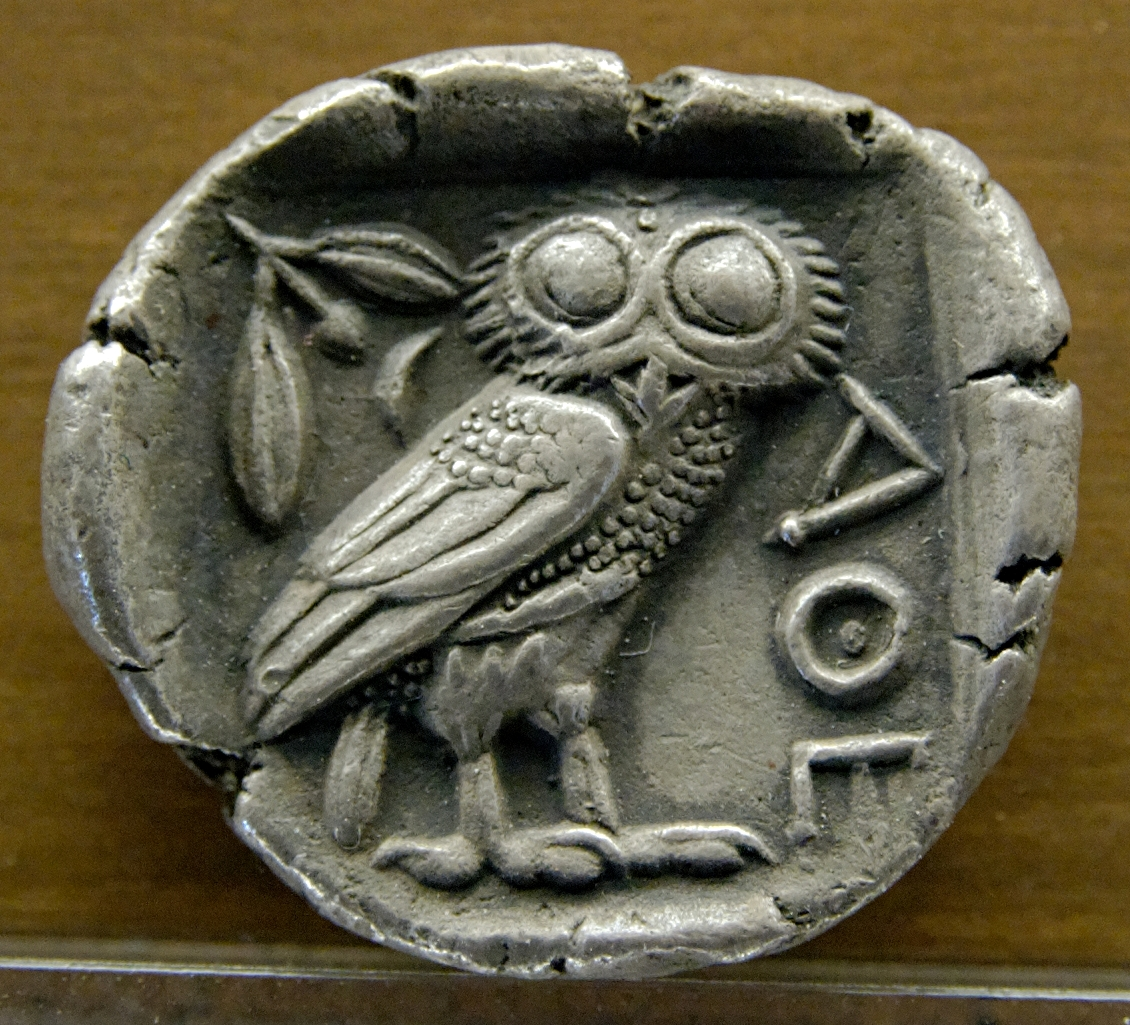
Pièce en argent tétradrachme au Musée des Beaux-Arts de Lyon représentant la chouette d'Athéna (environ -480–-420). L'inscription ΑΘΕ est une abréviation de ΑΘΗΝΑΙΩΝ, qui peut être traduite par des Athéniens. En usage quotidien, les drachmes athéniennes étaient appelées glaukes (chouettes).

Dans la mythologie grecque, la Chouette d'Athéna est une chouette chevêche (Athene noctua) représentant ou accompagnant traditionnellement Athéna, la déesse vierge de la sagesse. Par syncrétisme, la Chouette de Minerve est son équivalent dans la mythologie romaine, en lien avec la déesse Minerve. En raison de cette association, l'oiseau a été utilisé comme symbole de la connaissance, de la sagesse, de la perspicacité et de l'érudition dans le monde occidental,. 

## Monde classique

### Grèce

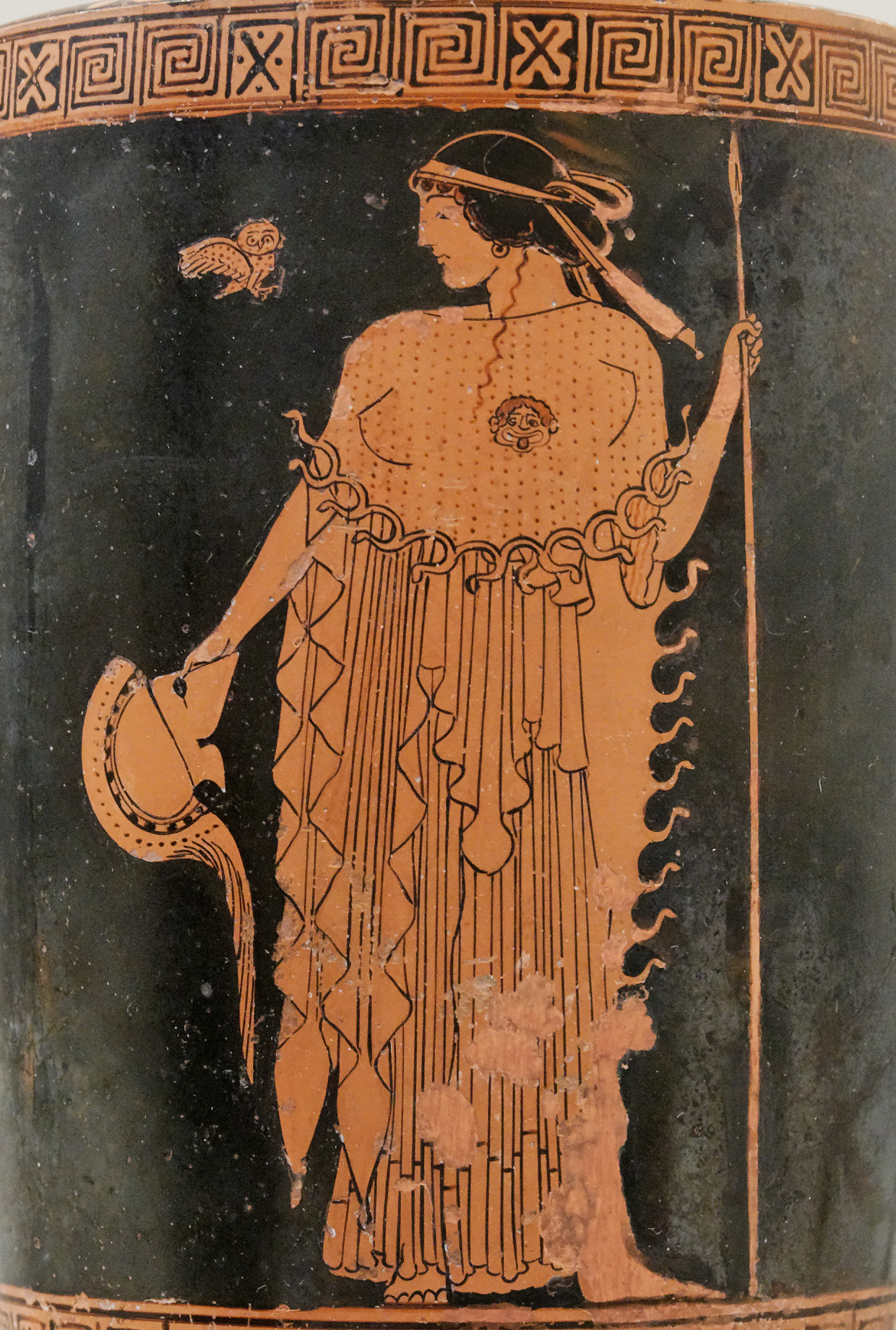
Athéna tenant un casque et une lance, avec une chouette. Attribué au peintre de Brygos (vers -490–-480), Metropolitan Museum of Art.

Les raisons de l'association d'Athéna et de la chouette sont incertaines. Certains mythographes, tels que David Kinsley et Martin P. Nilsson, suggèrent qu'elle pourrait descendre d'une déesse du palais minoen associée à des oiseaux, et Marija Gimbutas prétend retracer les origines d'Athéna à une ancienne déesse européenne des oiseaux et des serpents,. 
Cynthia Berger explique quant à elle son utilisation comme symbole de sagesse par des caractéristiques telles que la capacité à voir dans le noir. D’autres enfin, comme William Geoffrey Arnott, proposent une simple association entre les mythes fondateurs d'Athènes et le nombre important de ces oiseaux dans la région (un fait noté depuis l'antiquité par Aristophane dans Les Oiseaux et Lysistrata).
Quoi qu’il en soit, la ville d’Athènes semble avoir adopté la chouette comme preuve de son allégeance à sa déesse protectrice, qui, selon un mythe étiologique populaire reproduit sur le fronton occidental du Parthénon, a obtenu la faveur de ses citoyens en leur offrant un cadeau plus attrayant que Poséidon. 
Les Athéniens reproduisaient généralement les chouettes sur des vases, des poids et des amphores remis aux Jeux Panathénaïques. Cette chouette  est même devenue l’avers commun des tétradrachme athéniens après 510 av. J.-C. et selon Philochore, le tétradrachme athénien était connu sous le nom de glaux (γλαύξ, « petite chouette ») dans tout le monde antique et « chouette » dans la numismatique actuelle,. Ces oiseaux furent même utilisés pour motiver les Athéniens dans les batailles contre d'autres villes grecques, comme lors de la victorieuse bataille d'Agathocles de Syracuse sur les Carthaginois en -310 (les chouettes qui volaient dans les rangs étaient interprétées comme une bénédiction d’Athéna) ou dans la bataille de Salamine, dont témoigne Plutarque dans la biographie de Thémistocle.

### Rome
L'association entre la chouette et la déesse s'est poursuivie à travers Minerve dans la mythologie romaine, bien que cette dernière l'adopte parfois simplement comme un oiseau sacré ou favori. Par exemple, dans les Métamorphoses d’Ovide, Cornix le corbeau se plaint que sa place de déesse de l'oiseau sacré est occupée par la chouette, qui, dans cette histoire particulière se révèle être Nyctimène, une fille maudite d'Épopée, roi de Lesbos. 
L’ancien folklore romain considérait les chouettes comme annonciatrices de mort si elles hululaient perchées sur un toit. On croyait aussi que placer une de leurs plumes à proximité d’un dormeur pouvait l’inciter à révéler ses secrets.

## Métaphore philosophique
Georg Hegel, philosophe idéaliste allemand du XIXe siècle, écrivit que « Ce n’est qu’au début du crépuscule que la chouette de Minerve prend son envol » signifiant que la philosophie ne comprend un processus historique qu'au moment où il est achevé. La philosophie n'apparaît que dans la « maturité de la réalité », car elle ne comprend qu'avec du recul.

« Pour dire encore un mot sur la prétention d'enseigner comment doit être le monde, nous remarquons qu'en tout cas, la philosophie vient toujours trop tard. En tant que pensée du monde, elle apparaît seulement lorsque la réalité a accompli et terminé son processus de formation. Ce que le concept enseigne, l'histoire le montre avec la même nécessité : c'est dans la maturité des êtres que l'idéal apparaît en face du réel et après avoir saisi le même monde dans sa substance, le reconstruit dans la forme d'un empire d'idées. Lorsque la philosophie peint sa grisaille dans la grisaille, une manifestation de la vie achève de vieillir. On ne peut pas la rajeunir avec du gris sur du gris, mais seulement la connaître. Ce n'est qu'au début du crépuscule que la chouette de Minerve prend son vol. »

— Hegel (trad. André Kaan), Principes de la philosophie du droit, Gallimard, 1940

## Voir également
- Chevêche d'Athéna (Athene noctua)
- Nyctimène
- Mythologie romaine